# Строкинский сельский округ (Московская область)
Строкинский сельский округ — упразднённая административно-территориальная единица, существовавшая на территории Раменского района Московской области в 1994—2002 годах.
Строкинский сельсовет был образован в первые годы советской власти. По данным 1919 года он входил в состав Быковской волости Богородского уезда Московской губернии.
В 1926 году Строкинский с/с включал село Строкино и погост Лужки.
В 1929 году Строкинский с/с был отнесён к Раменскому району Московского округа Московской области.
20 июня 1936 года Строкинский с/с был упразднён, а его территория (селение Строкино) передано во Власовский с/с.
25 января 1952 года Строкинский с/с был восстановлен в составе Раменского района путём объединения Аксёновского и Власовского с/с.
3 июня 1959 года Раменский район был упразднён и Строкинский с/с вошёл в Люберецкий район.
28 июля 1960 года Строкинский с/с был передан в восстановленный Раменский район.
1 февраля 1963 года Раменский район был вновь упразднён и Строкинский с/с вошёл в Люберецкий сельский район. 11 января 1965 года Строкинский с/с был возвращён в восстановленный Раменский район.
3 февраля 1994 года Строкинский с/с был преобразован в Строкинский сельский округ.
27 декабря 2002 года Строкинский с/о был упразднён, а его территория включена в Вялковский сельский округ.